# جزایر سوآلتی
جزایر سوآلتی (به ترکی آذربایجانی: Sualtı adaları) یا پودوودنیه یا بابوری (به ترکی آذربایجانی: Baburi) یا قوتان (ترکی آذربایجانی: Qutan Adası) یک گروه از جزیره‌های کوچک در سواحل جمهوری آذربایجان دریای کاسپین هستند.

## جغرافیا
سوآلتی مجموعه‌ای از جزایر است که حدود ۷ کیلومتر در جهت شمال‌غربی - جنوب‌شرقی گسترش یافته است. این گروه جزایر بخشی از مجمع‌الجزایر باکو است و در جنوب خلیج باکو جای دارد.
شمالی‌ترین نقطه این جزایر ۰.۸ کیلومتر از ساحل سرزمین اصلی فاصله دارد. بزرگترین جزیره حدود ۲ کیلومتر درازا دارد و بسیار باریک است.